# Ekao
Ekao est un village du Cameroun situé dans le département de la Momo et la Région du Nord-Ouest. Il fait partie de la commune de Widikum-Boffe.

## Population
Lors du recensement de 1987, Ekao comptait 472 habitants. En 2000 la population était estimée à 684 personnes.
C'est l'une des quelques localités où l'on parle l'atong, une langue des Grassfields.

## Infrastructures
Ekao dispose d'un marché.